# Adenocalymma ternatum
Adenocalymma ternatum là một loài thực vật có hoa trong họ Chùm ớt. Loài này được (Vell.) Mello ex Bureau & K.Schum. mô tả khoa học đầu tiên năm 1896.